# Carex bonanzensis
Carex bonanzensis là một loài thực vật có hoa trong họ Cói. Loài này được Britton mô tả khoa học đầu tiên năm 1901.